# Страхувальник
Страхувальники — юридичні особи та дієздатні громадяни, які уклали із страховиками договори страхування або є страхувальниками відповідно до законодавства України.
- Страхування у Львові [Архівовано 30 березня 2022 у Wayback Machine.]